# Rokado

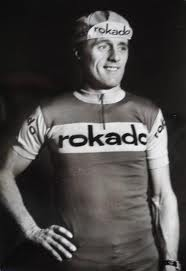
Albert Van Damme im Teamtrikot

Rokado, Rokado-Colders oder Rokado-De Gribaldy war ein deutsches Radsportteam, das von 1972 bis 1975 bestand.

## Geschichte
Hauptsponsor des Teams war ein Hersteller von Lattenrosten, mit Sitz in Holzwickede, Nordrhein-Westfalen. Der Name des Unternehmens Rokado – auf den Trikots in Kleinschreibweise – ist auf den Firmeninhaber Robert Kahl (Dortmund) zurückzuführen. Kahl sponserte 1973 kurzzeitig ein weiteres deutsches Profi-Team namens Ha–Ro, das bereits nach drei Monaten wieder aufgelöst wurde. Ende April 1973 wurden alle Fahrer (darunter Karl-Heinz Muddemann, Alfred Gaida, Hennie Kuiper, Roger Gilson u. a.) in die Rokado-Mannschaft integriert. Hintergrund war, dass die Union Cycliste International (UCI) die Regelung aufgehoben hatte, nach der Berufsfahrer aus Deutschland und der Schweiz ein unbegrenztes Startrecht in zwei verschiedenen Mannschaften hatten.
Aufgrund der ausbleibenden Erfolge zog sich das Unternehmen Ende 1975 als Hauptsponsor zurück und war 1976 noch Co-Sponsor der belgischen Mannschaft Maes-Rokado. Das Unternehmen wurde von dem belgischen Konzern Recticel aufgekauft.

## Erfolge (Auswahl)
1972
- Rund um den Henningerturm
- Vier-Kantone-Rundfahrt
- eine Etappe Luxemburg-Rundfahrt
- Gesamtwertung und eine Etappe Tour de Suisse
- Deutscher Meister – Straßenrennen
- Luxemburger Meister – Straßenrennen

1973
- Gesamtwertung und fünf Etappen Andalusien-Rundfahrt
- drei Etappen Paris-Nizza
- GP de Wallonie
- eine Etappe Belgien-Rundfahrt
- acht Etappen Vuelta a España
- Eschborn–Frankfurt
- vier Etappen Giro d’Italia
- drei Etappen Tour de Suisse
- Punktewertung Tour de France
- eine Etappe Katalonien-Rundfahrt
- Paris–Tours
- Putte-Kapellen
- Großer Preis der Dortmunder Union-Brauerei

1974
- Gesamtwertung Tour d’Indre-et-Loire
- eine Etappe Paris-Nizza
- Grote Prijs Beeckman-De Caluwé
- Großer Preis der Dortmunder Union-Brauerei

1975
- eine Etappe Tour d’Indre-et-Loire
- Grand Prix de Wallonie
- Grosser Preis des Kantons Aargau
- La Flèche Wallonne
- Grote Prijs Beeckman-De Caluwé
- Circuit des Frontières

## Grand-Tours-Platzierungen
| Grand Tour            | 1972 | 1973 | 1974 | 1975 |
| --------------------- | ---- | ---- | ---- | ---- |
| Vuelta a EspañaVuelta | –    | 48   | –    | 43   |
| Giro d’ItaliaGiro     | –    | –    | –    | –    |
| Tour de FranceTour    | –    | –    | –    | –    |

## Bekannte ehemalige Fahrer
- Gilbert Bellone (1972)
- André Dierickx (1975)
- Louis Pfenninger (1972)
- Rolf Wolfshohl (1972)
- Herman Van Springel (1973)
- Albert Van Damme (1972–1973)
- Hennie Kuiper (1973–1974)